# 弘曕
弘曕（音：yàn／ㄧㄢˋ，1733年5月9日—1765年4月27日），号益寿主人、自得居士，别号经畬主人，愛新覺羅氏，清朝雍正帝第六子，果親王允禮嗣子，隶正红旗满洲。《清史稿》有載“善詩詞，雅好藏書，與怡府名善堂埒”（意指其藏書堪比怡親王弘曉的明善堂）。

## 生平
雍正十一年（1733年）三月廿六日亥時出生，又名「圓明園阿哥」，生母謙妃劉氏時為貴人，次年冊封為謙嬪。
雍正帝在弘曕三歲時便過世，教養弘曕之責由高宗乾隆帝承擔起來。弘曕身邊隨侍之人稍有失職，必被嚴懲。隨侍太監王自立未曾好生引導弘曕知道請安之禮，崇慶皇太后鈕祜祿氏向高宗抱怨稱圓明園阿哥向她请安時，竟然聽到他稱呼高宗為汗阿哥。乾隆帝擔心他會倚恃有崇慶皇太后照看，致使性情驕縱，故而降諭內務府總管太監等重責王自立四十大板，以示懲戒，並且令弘曕明年進宫居住，改由謝成照管，與高宗的兩個兒子永璜及永璉同住齋宮。高宗因恐兩個兒子會自恃當朝皇帝兒子的身份而令弘曕卑禮相見，故提醒他們必按長幼禮節。
乾隆三年（1738年）二月初二日，弘曕的叔父果親王允禮病死，高宗同意王大臣奏請將時年六歲的弘曕過繼給和碩果毅親王允禮為嗣之事，以承襲果親王爵位。乾隆十一年（1746年）十二月二十日，時年十四歲的果親王弘曕出宮建府，參照和碩誠親王及和碩和親王出府之例，請派內務府大臣一員帶領內務府官員往送。乾隆十五年，高宗命弘曕管理武英殿、圓明園八旗護軍營、以及御書處與藥房。乾隆十九年（1754）十一月，管理造辦處事務。乾隆十八年，任正白旗蒙古都統。乾隆二十四年（1759年），暫署鑲白旗蒙古都統印務，乾隆二十六年（1761年），署理鑲藍旗漢軍都統。
乾隆二十八年（1763年）五月十三日，弘曕因欠鹽商商人江起鐠的債務而託高恆賣人參之事，以及開煤窯時強佔民產等事敗露，乾隆帝開罪弘曕，從寬降封為貝勒，解退弘曕所任職掌，並且永遠停俸，令其反思自省；更深入的原因是避免皇子效仿弘曕的不法行為，防止康雍奪嫡局面再次出現。乾隆三十年（1765年）二月二十八日，因病重而进封為郡王，又寄谕弘曕加意调养病体，盼望弘曕能够尽快康复；同年闰二月十五日，再一次寄谕果郡王弘曕垂问病情有无好转，同年三月初八日申時弘曕病死，享年33岁，谥号恭。乾隆帝令一切葬礼事宜皆依照亲王之例办理，又怕郡王府中無得力辦事之人，為避免府中下人欺壓幼主及乘機竊取什物，乾隆帝寄諭副都統和爾精額，要他與英廉辦理王府家務。
果郡王嫡福晋呈文奏请：「我夫多罗果郡王弘曕于本年三月初八日薨逝，今百日期满，祭葬礼毕，我所生第一子永瑹年十四岁，第二子永璨年十三岁，我夫庶福晋刘氏所生第三子年四岁，未有名，此外并无别子，恳乞衙门照例办理」。长子永瑹得以承袭果郡王爵位。
多罗果恭郡王弘瞻园寝，在河北易县梁各庄镇岭东村。
曾师从进士诗人沈德潜，著有《鸣盛集》四卷（载《钦定八旗通志：艺文志》卷120）。家中藏书近万卷，有“果亲王府图书记”、“自得居士”等藏书印。

## 罪狀
- 第一，開設煤窯，估奪民產。
- 第二，高宗命弘曕赴盛京恭送玉牒時，弘曕不親自護送玉牒北上盛京，竟謾奏先赴行圍等候。
- 第三，弘曕私托高恆，售賣人參，並令各處織造關差等買辦繡緞什器等物，卻不給予足額銀兩。
- 第四，弘曕曾私下請託兵部尚書阿里袞，意圖令阿里袞在朝廷選官之時安插其門下之人。
- 第五，弘曕生母謙妃五十千秋時，皇太后曾降諭弘曕，令將預備祝壽的禮物。弘曕抗旨不遵，並以高宗未額外加賜稱祝為由，聲稱不敢自行鋪張。
- 第六，圓明園中失火時，諸王皆第一時間覲見高宗，關切詢問高宗是否安好，而弘曕在圓明園中的居所距離皇帝最近，卻在諸王到達後才到來，並且嬉笑如常，毫不關念高宗之安危。
- 第七，弘曕到崇慶皇太后宮中請安時，竟直接膝席跪坐在皇太后寶座之旁，佔據了高宗原本請安跪坐之地[6]。

## 家庭
- 生母雍正帝謙妃劉氏（管領劉茂之女）。

### 妻妾
- 嫡福晉范佳氏（父鑲黃漢軍旗范宜謙牛錄下監察御史范鴻賓（又范宜賓、范宜斌），祖父工部尚書、漢軍都統范時繹，曾祖兵部尚書范承勳）。乾隆十三年六月二十七日被指婚，乾隆十四年十月完婚。
- 側福晉張佳氏
- 庶福晉劉佳氏

### 子女
- 長子多羅果簡郡王永瑹，生母嫡福晉范佳氏
- 次子一等鎮國將軍永璨，生母嫡福晉范佳氏
- 第三子 未有名，生母庶福晉劉佳氏

## 影視形象
- 上書房： 陳紫鵬飾演
- 甄嬛傳： 段少男飾演
- 延禧攻略： 孫翊晨飾演